# Chãs
Chãs é uma povoação portuguesa sede da Freguesia de Chãs do Município de Vila Nova de Foz Côa, freguesia com 17,07 km² de área e 234 habitantes (censo de 2021)., tendo, por isso, uma densidade populacional de 13,7 hab./km².

## Demografia
A população registada nos censos foi:
| Distribuição da População por Grupos Etários | Distribuição da População por Grupos Etários | Distribuição da População por Grupos Etários | Distribuição da População por Grupos Etários | Distribuição da População por Grupos Etários |
| -------------------------------------------- | -------------------------------------------- | -------------------------------------------- | -------------------------------------------- | -------------------------------------------- |
| Ano                                          | 0-14 Anos                                    | 15-24 Anos                                   | 25-64 Anos                                   | > 65 Anos                                    |
| 2001                                         | 36                                           | 32                                           | 148                                          | 154                                          |
| 2011                                         | 15                                           | 22                                           | 102                                          | 139                                          |
| 2021                                         | 16                                           | 16                                           | 84                                           | 118                                          |

## Património
- Igreja de Chãs;
- Sítios de Arte Rupestre do Vale do Côa#Núcleo de arte rupestre da Quinta da Barca
- Sítios de Arte Rupestre do Vale do Côa#Estação arqueológica da Quinta de Santa Maria da Ervamoira
- Pedra da Cabeleira de Nª Senhora - Equinócios de Março e Setembro
- Pedra do Sol (próxima da Pedra da Cabeleira de Nª Senhora) - Solstícios em Junho e Dezembro